# Рокуэлл, Александр
Чарльз Александр Рокуэлл (англ. Charles Alexandre Rockwell; род. 18 августа 1956 года, Бостон, США) — американский кинорежиссёр, сценарист, продюсер.

## Биография
Отец — актёр и режиссёр. Мать Светлана Алексеева-Рокуэлл — художница, родом из Парижа, дочь русско-французского художника-аниматора Александра Алексеева, изобретателя игольчатого экрана, и актрисы, художницы Александры Гриневской. Она эмигрировала в США, чтобы выйти замуж за отца Рокуэлла.

### Личная жизнь
С 1986 по 1996 год Рокуэлл был женат на актрисе Дженнифер Билз. С февраля 2003 года женат на актрисе Карин Парсонс, имеет двоих детей — дочь Лану (род. в 2003) и сына Нико (род. в 2007).

## Фильмография
| Год  |   | Русское название | Оригинальное название                | Роль                          |
| ---- | - | ---------------- | ------------------------------------ | ----------------------------- |
| 1983 | ф | Герой            | Hero                                 | режиссёр, сценарист           |
| 1990 | ф | Сыновья          | Sons                                 | режиссёр, сценарист           |
| 1992 | ф | В супе           | In the Soup                          | режиссёр, сценарист           |
| 1994 | ф | Любить кого-то   | Somebody to Love                     | режиссёр, сценарист           |
| 1995 | ф | Четыре комнаты   | Four Rooms (segment «The Wrong Man») | режиссёр, сценарист, продюсер |
| 1998 | ф | Луис и Фрэнк     | Louis & Frank                        | режиссёр, сценарист, продюсер |
| 2002 | ф | 13 Лун           | 13 Moons                             | режиссёр, сценарист, актёр    |
| 2010 | ф | Пит Смаллс мертв | Pete Smalls Is Dead                  | режиссёр, сценарист, продюсер |